# 黎玉評
黎氏玉評（越南语：／，1785年1月22日—1810年10月10日），亦作黎玉評、黎氏評、黎氏玶，是越南歷史上後黎朝的公主、以及西山朝皇后和阮朝的妃。她是黎顯宗最小的女兒，也是光中帝阮惠的北宮皇后黎玉昕的妹妹。
黎玉評生於景興四十五年十二月十二日（1785年1月22日）。景盛三年（1795年），西山朝發生政變，太師裴得宣被誅殺。隨後，太后黎玉昕將幼妹嫁給年齡相若的景盛帝，並立為皇后。
景盛九年（1801年），阮福映軍隊北伐，攻佔了西山朝都城富春。景盛帝倉皇逃亡北城，黎玉評與其他妃嬪都未及隨行，留在了富春，被阮福映俘虜。阮福映並沒有威脅黎玉評；隨後不顧群臣的勸阻，執意納黎玉評為妃，封為昭媛，位列第三宮嬪。
黎玉評為阮福映生下了兩子兩女：廣威公阮福昀、常信郡王阮福昛、安義公主阮氏玉琂和美溪公主阮氏玉珪。
嘉隆九年九月十二日（1810年10月10日），黎玉評逝世，阮福映追贈她為德妃，諡恭慎，葬於肇豐府香茶縣竹林社，在金龍社建祠祭祀。